# موهاک
مردمان موهاک (به انگلیسی: Mohawk people) سرخ‌پوست‌های ایروکوئی‌زبان از شرقی‌ترین بخش از ایروکوا در آمریکای شمالی هستند، که در جنوب شرقی کانادا و شمال ایالت نیویورک، عمدتاً در اطراف دریاچه انتاریو و رودخانه سن‌لوران، جوامعی دارند. موهاک‌ها به عنوان یکی از پنج عضو اصلی ایروکوا، به عنوان نگهبانان درب شرقی – نگهبانان سنتی کنفدراسیون ایروکوا در برابر تهاجمات از شرق – شناخته می‌شود.
از نظر تاریخی، مردمان کانین‌کههکا در اصل در دره رودخانه موهاک در شمال نیویورک امروزی، در غرب رود هادسن، مستقر بودند. قلمرو آن‌ها از شمال تا رودخانه سن‌لوران، جنوب کبک و شرق انتاریو را در بر می‌گرفت؛ از جنوب به نیوجرسی بزرگ و به پنسیلوانیا؛ به سمت شرق به کوه‌های سبز ورمانت؛ و به سمت غرب به مرز با سرزمین سنتی ایروکویی اونیدا.

## قلمرو

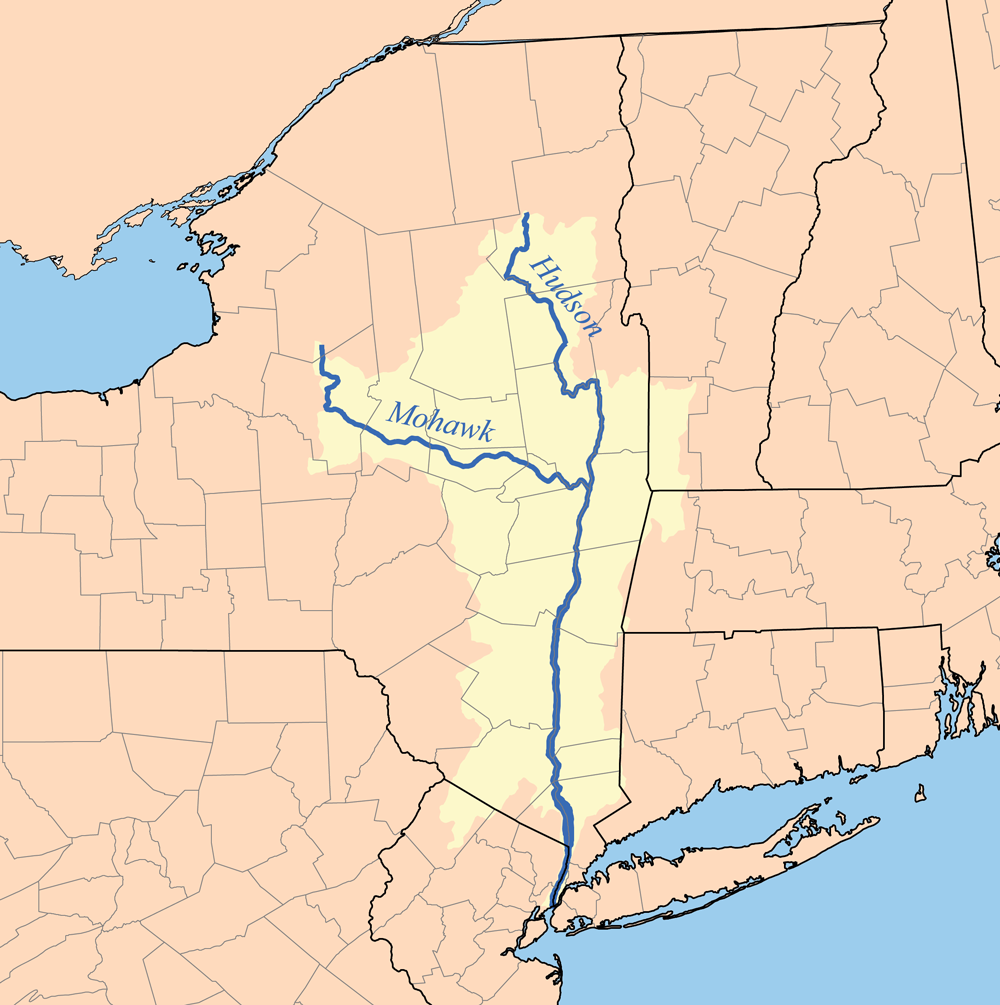
نقشه رودخانه موهاک

قلمرو آنها از دره موهاک که از شمال ایالت نیویورک تا جنوب ایالت کبک کانادا و خاور ایالت انتاریو را شامل می‌شود. محل زندگی کنونی قبیله موهاک، حوالی دریاچه انتاریو و رودخانه سن‌لوران کانادا است. محل زندگی سنتی قبیله، در جنوب رود موهاک، در خاور گرین مانتین در ایالت ورمانت، در باختر با قبیله اونیدا هم‌مرز، و در شمال به دریاچه سنت لورنس محدود می‌شده‌است. اما در اصل، تا هنگام مهاجرت به کانادا در سده ۱۸ (میلادی) ساکن ایالت نیویورک بودند.

## پیمان ایروکوا
قبیله موهاک یکی از عضوهای پیمان ایروکوا هستند. دیگر اعضای این پیمان عبارت اند از سنکا، اونیدا، کایوگا، و اونونداگا، توسکاروگا هستند. امروزه به اعضای این پیمان «شش ملت» گفته می‌شود.

## قبیله
قبیله موهاک دارای یک انجمن است که اعضای آن توسط مادر قبیله انتخاب می‌شوند. اما در اصل، تصمیم‌ها در شورای بزرگ ایروکویس گرفته می‌شود که ۹ نفر از قبیله به‌عنوان نماینده در این شورا عضو هستند. مردان قبیله مسئول شکار، بازرگانی و جنگ و زنان قبیله مسئول کشاورزی و خانه‌داری بودند.
مردمان امروز قبیله به زبان انگلیسی صحبت می‌کنند. اما شمار کمی هم به زبان اصلی خود صحبت می‌کنند. زبان اصلی قبیله از آواهایی پدید می‌آید که هیچ شباهتی به زبان انگلیسی ندارد. برای نمونه «نیا ونه» به معنی «سپاسگزارم» است.

## افراد مشهور موهاک

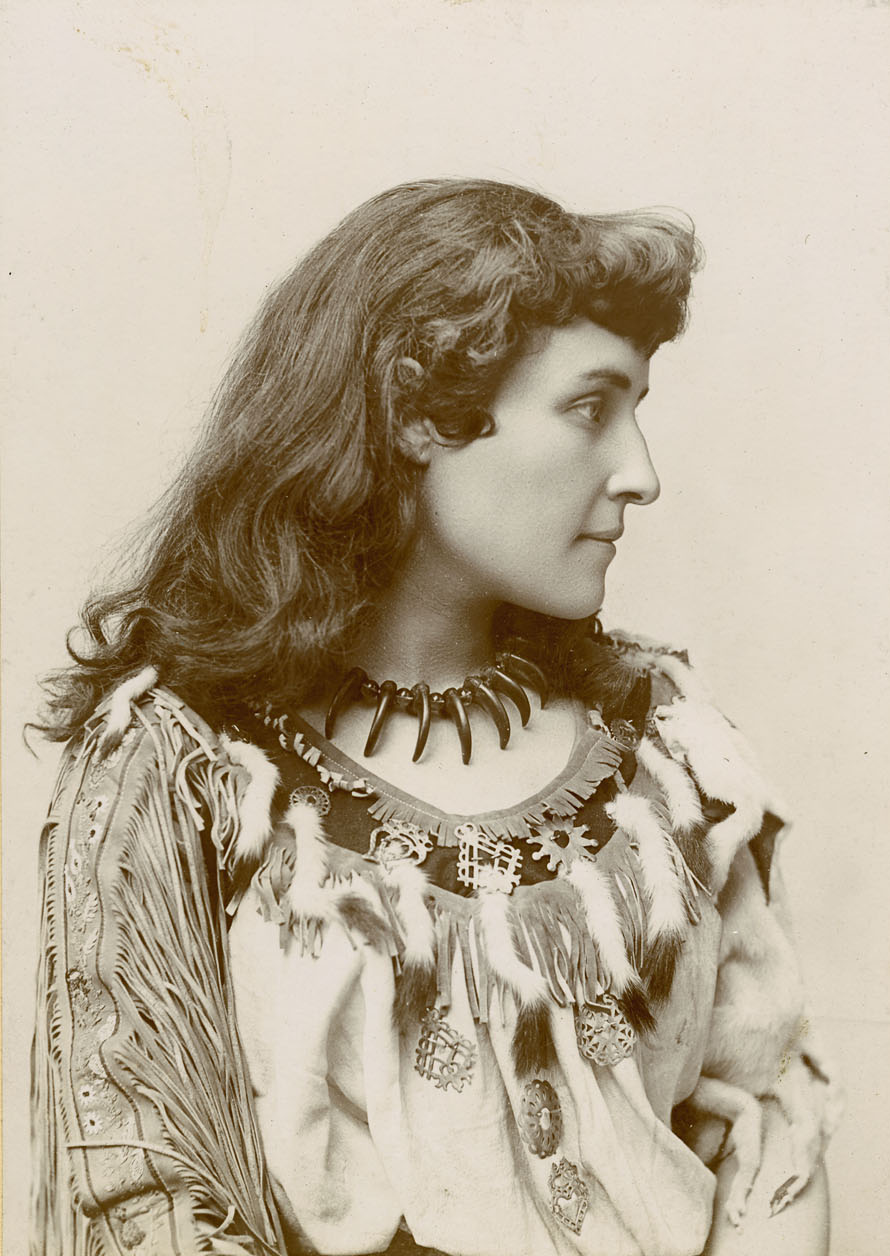
پائولین جانسون، نویسندهٔ موهاک

- گیاوندیو تاربل، بازیگر، خواننده، ترانه‌سرا و هنرمند بصری
- رابی رابرتسون، خواننده ترانه‌سرا، د بند
- جی سیلورهیلز، هنرپیشه
- آوگوست شلنبرگ، هنرپیشه
- آلوین موریس، ورزشکار المپیک ۱۰۰۰ متر «K–2».
- گانیهدیو هورن، هنرپیشه سینما و تلویزیون

## مردمان ایروکوا
- چروکی
- قوم بی‌طرف